# Зморович Валентин Анатолійович
Валенти́н Анато́лійович Зморо́вич (6 вересня 1909, Київ — 16 лютого 1994, Київ) — український науковець-математик, педагог. Доктор фізико-математичних наук (1950), професор (1951). Дослідник геометричної теорії аналітичних функцій, збіжності невласних інтегралів.
Протягом 55 років — педагог та науковий співробітник Київського політехнічного інституту (1932—1987), з яких 21 рік — завідувач кафедри вищої математики. Автор понад 150 наукових робіт.

## Біографія
Народився 6 вересня 1909 року в Києві в родині викладача гімназії.
У 1932 році закінчив фізико-математичний факультет Київського інституту народної освіти. Учень професорів Дмитра Граве, Михайла Кравчука та Наума Ахієзера. Відтоді ж — педагог Київського політехнічного інституту (КПІ).
У 1937 році захистив дисертацію та здобув науковий ступінь кандидата фізико-математичних наук. Під час німецько-радянської війни колектив КПІ був евакуйований до Ташкенту, де Валентин Зморович здійснював науково-технічні роботи для оборони СРСР. З 1947 по 1956 роки — завідувач кафедри вищої математики і теоретичної механіки Київського інституту цивільного повітряного флоту.
З 1950 року — доктор фізико-математичних наук, дисертація на тему «Исследования по теории аналитических и обобщенных аналитических функций». Через рік затверджений у вченому званні професора.
З 1950 року до закінчення педагогічної діяльності — керівник наукового семінару з теорії функцій та науково-методичного семінару з загальних питань математики. З 1952 року — завідувач кафедри вищої математики КПІ.
У 1973 році перейшов на посаду професора кафедри вищої математики. У 1987 році вийшов на заслужений відпочинок. Помер на 85-му році життя 16 лютого 1994 року.

### Родина
- Дружина — Рахіль Домаховська (1910—1998), науковиця-математик, кандидат фізико-математичних наук[3].
- Донька — Олена Забара (нар. 1935), художниця.
  - Зять — Станіслав Забара, науковець-кібернетик, доктор технічних наук.
- Син — Юрій Зморович (1946—2021), діяч низки галузей мистецтва.

## Наукова діяльність
Автор понад 150 наукових робіт. Дослідник геометричної теорії аналітичних функцій, збіжності невласних інтегралів. Одержав нерівності, які тепер відомі, як нерівності Валентина Зморовича. На їх основі у Белградському університеті були побудовані квадратурні формули.
Науковий керівник та консультант понад 20 докторів та кандидатів наук. Серед учнів Валентина Зморовича — науковці Євген Вікторовський, Леонід Дундученко, Промарз Тамразов, Ігор Мітюк, Валентин Лозовик, Олександр Полешко тощо.

## Публікації
Автор понад 150 робіт, серед них:
- В. А. Зморович, «О границах выпуклости звездных функций порядка α в круге ∣∣z∣∣<1 и круговой области 0<∣∣z∣∣<1», Матем. сб., 68(110):4 (1965), 518—526
- В. А. Зморович, «Об одном неравенстве Матье», Изв. вузов. Матем., 1960, № 1, 123—124
- В. А. Зморович, «К теории распределения корней алгебраических многочленов», Изв. вузов. Матем., 1959, № 4, 56-63.
- В. А. Зморович, «К теории специальных классов однолистных функций. II», УМН, 14:4(88) (1959), 169—172
- В. А. Зморович, «К теории специальных классов однолистных функций. I», УМН, 14:3(87) (1959), 137—143
- В. А. Зморович, «О некоторых признаках сходимости и расходимости знакоположительных числовых рядов», Изв. вузов. Матем., 1958, № 2, 106—117
- В. А. Зморович, «О некоторых вопросах теории сходимости знакоположительных рядов», Изв. вузов. Матем., 1958, № 1, 60-79
- В. А. Зморович, "В. А. Зморович, «О границах корней алгебраических многочленов», УМН, 11:5(71) (1956), 179—183
- В. А. Зморович, «О некоторых классах аналитических функций в круговом кольце», Матем. сб., 40(82):2 (1956), 225—238
- В. А. Зморович, «О некоторых специальных классах однолистных в круге аналитических функций», УМН, 9:4(62) (1954), 175—182
- В. А. Зморович, «О некоторых классах аналитических функций, однолистных в круговом кольце», Матем. сб., 32(74):3 (1953), 633—652
- В. А. Зморович, «О признаке Н. И. Лобачевского сходимости знакоположительных числовых рядов и одном обобщении этого признака», УМН, 7:1(47) (1952), 162—170
- В. А. Зморович, Н. А. Лукашевич, Б. Н. Фрадлин, «В. А. Добровольский, Очерки развития аналитической теории дифференциальных уравнений (рецензия)», УМН, 32:1(193) (1977), 251—252